# Hostess
A hostess (vagy magyarosan hosztesz) jelentése háziasszony. A hostess a host (magyarosan hoszt) női megfelelője. 
Hostessnek nevezik a légi utaskísérőket is, azonban nagyon sokfajta különböző más munkát végző személyt is illetnek ezzel a kifejezéssel, pl. idegenvezetőket, kísérőket, promótereket is.

## Típusok
A hostesseknek többfajta típusa létezik az elvégzendő feladatok függvényében, amelyek a teljesség igénye nélkül a következőek:
- Légi utaskísérő
- Szállodai hostess
- Bár hostess
- Party hostess
- Városnéző hostess
- Szórólapos hostess
- Promóciós hostess